# Yuanjiawaornis viriosus
Yuanjiawaornis viriosus — викопний вид енанціорнісових птахів, що мешкав на початку крейди, 120 млн років тому. Скам'янілі рештки виду знайдені у відкладеннях формації Цзюфотан на заході провінції Ляонін у Китаї. Голотип PMOL AB00032 складається з часткового скелета; відсутні череп, шийні та грудні хребці, деякі елементи крил та ніг. Можливо, був хижаком, але його лапи не пристосовані до утримування здобичі.